# Královédvorský advent
Královédvorský advent je hudební festival klasické hudby konaný ve Dvoře Králové nad Labem. 
Dramaturgem a zakladatelem tohoto festivalu je tamější varhaník a ředitel kůru Vít Havlíček, který je mimo jiné profesorem Konzervatoře v Pardubicích. Koncerty se konají každou adventní neděli v evangelickém kostele nebo v kostele sv. Jana Křtitele.
Pořadatelem festivalu je Římskokatolická farnost Dvůr Králové nad Labem spolu s občanským sdružením KLÍČ, záštitu pravidelně přebírají hejtman královéhradeckého kraje, biskup královéhradecké diecéze Dominik Duka  (do r.2010) nebo starostka města Dvora Králové nad Labem paní Edita Vaňková.